# نیچیا
نیچیا (انگلیسی: Nichia) شرکت الکترونیک ژاپنی است، که در سال ۱۹۵۶ تأسیس شد.